# کالین اسپنسر
کالین اسپنسر (به انگلیسی: Colin Spencer، ۱۷ ژوئیهٔ ۱۹۳۳ - ۶ ژوئیهٔ ۲۰۲۳) نویسنده و هنرمند اهل انگلستان بود.